# リチャード・ホジソン
リチャード・ホジソン（Richard Hodgson、1855年9月24日 - 1905年12月20日）はオーストラリア出身の心霊研究者。

## 来歴・人物
1882年のSPR創立時からのメンバー。ASPR（米国SPR、のちにSPRの支部）の共同創立者。優れた知性と極端な懐疑主義で知られた。彼の初期の調査はすべて否定的結果に終わったため、パイパー夫人を10年ほど調査するまでは、「ほとんどすべてのプロの霊媒たちは、多少とも互いに結託した、卑しい詐欺師の一団である」と信じていた。
なお、当時隆盛を誇っていた神智学のブラヴァツキー夫人を調査して否定的な報告書を提出したり、1895年、ケンブリッジで行われたユーサピア・パラディーノの交霊会に出席して、詐欺行為だと確信したエピソードなどが知られている。

## パイパー夫人の調査
1887年、ホジソンは、ASPRの役員を務め、併せてパイパー夫人の調査をするため、ボストンに派遣された。まもなく、ASPRに加入した詩人で作家のジョージ・ペラムと知り合い、親しい友人となった。
1889年、パイパー夫人の調査をするうち、その誠実さを認識したホジソンは、さらに夫人にとって未知な環境での交霊会を観察するため、英国に招待した。夫人は厳重な監視下で88回の交霊会を開き、多くのSPRメンバーが死後存続を確信したが、ホジソンはまだ懐疑的な姿勢を保っていた。
1892年、ジョージ・ペラムが事故死。その1ヶ月後、彼はパイパー夫人の交霊会に登場した。ホジソンはすぐには信用せず、ペラムの友人を何人も匿名で交霊会に参加させ、会話の内容を確認した。ペラムは旧知の友人たちをすぐに見分けて名前を呼んで話しかけ、話し方は生前の特徴をよく備えていた。また、子供の頃に会ったきりだった者はわからない様子だった。生前会ったことがない者が混ざっていると、「面識がない」ときっぱり言い切った。ペラムについてさまざまな角度から検証したホジソンは、ついにパイパー夫人の霊媒能力だけでなく、死後存続も真実であると確信するようになった。
1897年、パイパー夫人を通じて現れる霊が「レクター」と名乗り、これ以上ペラムを当てにしないよう警告した。その後はレクターが主な通信相手となる。
1905年、12月20日にボストンのボート・クラブで心不全により他界。パイパー夫人に関する3番目の報告書は未完のままとなった。ウィリアム・ジェームズは長い調査の間に彼と親友になっていたため、SPRが彼の仕事を引き継ぐよう手配したという。